# Agaricochara verrucosa
Agaricochara verrucosa – gatunek chrząszcza z rodziny kusakowatych i podrodziny rydzenic.

## Taksonomia
Gatunek ten opisany został po raz pierwszy w 2024 roku przez Ilję Jenuszczenkę na łamach „Zootaxa” w publikacji współautorstwa Kiriłła Makarowa i Aleksieja Szawrina. Jako lokalizację typową wskazano wyspę Kunaszyr w archipelagu Kurylów. Epitet gatunkowy oznacza po łacinie guzkowana i odnosi się do rzeźby pokryw.

## Morfologia
Chrząszcz o ciele długości 2,5 mm. Głowa jest 1,3 raza szersza niż dłuższa, rudobrązowa z żółtymi narządami gębowymi, delikatnie i przeciętnie gęsto owłosiona, punktowana oraz wyraźnie, siateczkowato mikrorzeźbiona. Czułki mają cztery początkowe człony żółte, a pozostałe człony rudobrązowe. Człon trzeci jest dwukrotnie szerszy niż dłuższy, a czwarty jeszcze bardziej poprzeczny. Jasnobrązowe przedplecze jest około 1,7 raza szersze niż dłuższe i półtorakrotnie szersze od głowy, wyraźnie wysklepione, drobno, gęsto i bezładnie punktowane, mniej więcej tak jak głowa owłosione i mikrorzeźbione. Pokrywy są półtorakrotnie szersze niż dłuższe i półtorakrotnie dłuższe niż przedplecze, ubarwione jasnobrązowo z rudobrązowo lub ciemnobrązowo zaciemnionymi krawędziami tylno-bocznymi. Na ich powierzchni występują gęsto rozmieszczone, grube guzki, a między nimi słabo zaznaczone mikrosiateczkowanie. Odwłok jest rudożółty z rudobrązowymi tergitami piątym i szóstym. Tergity mają drobną, słabo zaznaczoną mikrorzeźbę, a szósty i siódmy pośrodku ponadto guzki podobne do tych na pokrywach. U samca tylny brzeg ósmego tergitu ma dwa przeciętnie szerokie, zaokrąglone wyrostki pośrodku oraz parę znacznie dłuższych, dość wąskich, u szczytów wyraźnie zakrzywionych wyrostków po bokach. Ósmy sternit samca ma tylny brzeg nieco spiczasty. Edeagus cechuje się przeciętnie długą, półksiężycowatą z prawie zaostrzonym szczytem i krótkim, trójkątnym wyrostkiem nasadowym płytką wentralną oraz wstęgowatym, poskładanym flagellum.

## Ekologia i występowanie
Gatunek palearktyczny, endemiczny dla Dalekiego Wschodu Rosji, znany tylko z Kunaszyru. Znajdowany u dolnego biegu potoku Zołotaja, na rzędnych 30 m n.p.m.